# Воронежская педагогическая школа
Воро́нежская педагоги́ческая школа — региональное научно-педагогическое течение, объединившее личностные школы воронежских педагогов XIX и XX века. В центре внимания воронежской педагогической школы находятся проблемы воспитывающего обучения, эвристические методики интеллектуального и нравственного развития, теория свободного воспитания и педология, а также вопросы дидактики.

## История школы
История воронежской педагогической школы (ВПШ) охватывает два этапа и соединяет две традиции доуниверситетскую и университетскую (межвузвскую).      
Научно-педагогическая деятельность в Воронеже развернулась задолго до открытия первых высших учебных заведений среди педагогов Михайловского кадетского корпуса — с началом публикации в Воронеже одного из старейших российских научных журналов «Филологические записки» под редакцией А. А. Хованского. На базе этого педагогического коллектива сформировалась дореволюционная, или "журнальная", часть региональной школы, объединившая наследие Н. Ф. Бунакова, Н. Ф. Де-Пуле, П. В. Малыхина, А. П. Киселёва и др.
Начало нового этапа связано с переездом в Воронеж в 1918 году значительной части педагогического состава Тартуского университета, среди традиций которого особого внимания заслуживает история Профессорского института. В начале XX века в Воронеже работали выдающиеся педагоги, среди которых П. Ф. Каптерев, К. Н. Вентцель, Н. В. Чехов, П. Л. Загоровский, С. В. Иванов и др., сформировавшие "университетскую" часть региональной школы.
Дидактической реконструкции ВПШ посвящена коллективная монография, завершенная на международной научной конференции «Воронежская педагогическая школа: опыт прошлого — вызовы современности», в работе которой приняли участие И. Ф. Бережная, М. Д. Карпачев,  Э. П. Комарова и др., в т.ч. член-кор. РАО В. В. Сериков. Монография стала результатом сотрудничества межвузовского объединения преподавателей, организованного Фондом Хованского на базе кафедры педагогики и психологии ВГУ. В работе над монографией приняли участие 7 докторов и 6 кандидатов педагогических, исторических и филологических наук.
В 2018 году монография «Воронежская педагогическая школа: дидактическая реконструкция», приуроченная к 100-летию ВГУ, была представлена в рабочей программе Московского международного образовательного салона — 2018. В этом же году по мотивам книги был снят документальный научно-популярный фильм «Воронежская педагогическая школа. Истоки» (реж. Т. Кобзарева). В 2023 году часть юбилейных статей о региональной научно-педагогической школе были включены в монографию «По следам живого слова», посвященной современному осмыслению наследия «Филологических записок» А.А. Хованского.

## Коллективная монография
Монография состоит из 4 частей, введения и заключения.
В первом разделе монографии рассматриваются вопросы содержания самого феномена научных школ, его историко-социальный и педагогический аспекты, условия развития воронежской региональной педагогической мысли к моменту открытия университета. Отдельный параграф посвящен принятому в научно-педагогическом мире пониманию термина научная школа, а именно, принципам, по которым происходит классификация: 
- по территориальному принципу выделяются национальные, региональные и личностные школы;
- по форме организации — классические, дисциплинарные и проблемные школы;
- по качеству связей между членами научной школы — научная группа, «невидимый колледж», научное течение и т.п.;[8]

А также обозначаются основные функции:
- образовательная, исследовательская и инновационная,[9]
- педагогическая и экспансивная и т.п.

Второй раздел монографии посвящен описанию личностных локальных научно-педагогических школ, принимаемых за источники воронежской педагогической школы как школы школ, т.е. региональной, состоящей из личностных. При этом личностная школа А. А. Хованского, в связи с развиваемой им в «Филологических записках» традицией, обозначается как «Школа живого слова». Здесь же рассматриваются различные временные и институционные структуры региональной школы; выделяются «старый», на базе Михайловского кадетского корпуса, и «новый», университетский или межвузовский, периоды; проводится их сравнительный обзор с точки зрения актуальности в современных условиях.
В третьем разделе рассматривается становление региональной дидактической школы. В четвертом разделе специальное внимание уделено текущему этапу развития региональной школы и её перспективам в обозримом будущем, роли в формировании креативной научной элиты и месту в гражданском обществе, а также её потенциалу в создании педагогики искусственного интеллекта. В частности, принимая во внимание тот факт, что Википедия числится среди самых популярных у обучающейся молодежи образовательных и энциклопедических сайтов, одно из решений монографии было направлено на привлечение этого портала в педагогический процесс.

## Характерные черты школы
Проведенные сравнительно-исторические исследования позволяют именовать ВПШ «Школой живого слова», поскольку ключевым её источником служит эвристическая методика интеллектуального и нравственного развития «Живое слово», сформированная на страницах журнала «Филологические записки» на основе трудов А. В. Барсова, А. А. Хованского,  В. П. Шереметевского и др. и ставшая результатом коллективного творчества ряда педагогов, среди которых Ф. И. Буслаев, А. Н. Острогорский, Н. Ф. Бунаков, А. П. Флёров, П. А. Адамов, В. Н. Куницкий,  С. Н. Брайловский, В. Е. Романовский и др. Таким образом, одной их характерных черт школы можно назвать коллегиальность, то есть коллективный подход к решению актуальных задач силами «невидимой академии».
«Живое слово» определило ещё одну особенность ВПШ, заключающуюся в идее создания Методики русского языка как единого целого, объединяющей в объяснительном чтении грамматику, логику, этимологию, теорию и историю словесности. Таким образом составитель методики А. В. Барсов стремился охватить всю образовательную траекторию, реализуя принцип преемственности и имея в виду полное становление личности обучающегося в его поступательном движении к самостоятельному, зрелому мышлению: к овладению родным русским языком. При этом предметом  методики является живо́е родное слово.
В связи с наследием «Филологических записок» ВПШ можно назвать компаративистской, поскольку в преподавании отечественного языка в форме объяснительного чтения она исходила из сравнительно-исторического метода в определении этимологических значений слов.
Заметное влияние на становление региональной школы оказали выходцы из сословия священнослужителей, так называемые «поповские дети», среди которых А. А. Хованский, П. Ф. Каптерев, С. В. Иванов и др., что проявилось в её воспитательном характере, ориентированном на христианские духовные ценности.
Ещё одна отличительная черта региональной школы проявляется в том, что своим становлением она многим обязана гражданской инициативе. Это главным образом касается частного журнала А. А. Хованского и частной школы Н. Ф. Бунакова. К этой же категории можно отнести и «Дом свободного ребенка», ставший экспериментальной площадкой для проверки принципов свободного воспитания, развиваемых К. Н. Вентцелем, которого можно считать продолжателем педагогических идей Л. Н. Толстого и предшественником по отношению к школе Марии Монтессори.
Для воронежской региональной традиции характерно стремление к созданию «идеального учебника», что проявилось не только в русской словесности, в связи с  методикой «Живое слово», но и в точных науках в связи с деятельностью А. П. Киселёва.
Среди отличительных черт ВПШ можно также назвать следующие:
- живой, эвристический, или сократический (диалогический), подход к подаче материала;
- совмещение методических приемов, направленных на интеллектуальное развитие, с воспитательными технологиями;
- сочетание особенностей теории свободного воспитания с традиционными подходами;
- объяснение русского языка по литературным образцам в связи с логикой и психологией, этикой и эстетикой.

Особенно значителен вклад воронежских университетских педагогов в разработку теории урока. Они не только обосновали внешнюю сторону урока: условия, правила ведения «хорошего урока» (П. Ф. Каптерев, С. В. Иванов), но и раскрыли сущность урока через теорию познания, определили структуру, типы уроков в определенной системе по учебной теме (С. В. Иванов).

## Основные представители
Воронежская педагогическая школа представляет собой научное течение, сформированное из личностных школ ряда заслуженных отечественных педагогов, среди которых: 
- А. А. Хованский
- Н. Ф. Бунаков
- А. П. Киселёв
- П. Ф. Каптерев
- К. Н. Вентцель
- Н. В. Чехов
- П. Л. Загоровский
- С. В. Иванов